# Hugh J. Schonfield
Hugh Joseph Schonfield (Londres, 17 de mayo de 1901 - Londres, 24 de enero de 1988) fue un especialista británico en el estudio del Nuevo Testamento y de la Biblia en general, sobresaliendo en sus estudios sobre el desarrollo temprano de la religión cristiana y la Iglesia católica. 
Nació en Londres y estudió en el St Paul's School y el King's College de Londres. Culminó un postgrado de estudios religiosos en Glasgow. Fue uno de los fundadores y presidente de la organización pacifista de Ciudadanos del Mundo, actividad por la fue candidato al Premio Nobel de la Paz en 1959 por sus servicios hacia la comunidad internacional. También fue presidente de la Sociedad de HG Wells.
Era judío y se denominaba a sí mismo como "Nazareno", es decir, que creía que Jesús era el Mesías judío, según la tradición hebrea. Creía, además, que Jesús conocía y creía de sí mismo que había nacido para cumplir con el papel de Mesías, y conscientemente creía en el cumplimiento de las profecías en su vida diaria (y muerte), y que Jesús pues, nunca tuvo intención de fundar una nueva religión, sino más bien llevar al cumplimiento del pacto de Dios con el pueblo judío tal como se documenta en la Biblia hebrea. Consideraba que el cristianismo fue el producto de los seguidores de Jesús, especialmente en la predicación que se realizó en "las Naciones ", los gentiles, es decir, personas no judías, para las cuales no iba destinado su mensaje. Considera pues que el cristianismo abandona el objetivo real de Jesús.
Esta desconexión del mensaje original se produjo en un período de tiempo lleno de dificultades y tragedias (guerras, la pérdida de la nacionalidad, la esclavitud, el exilio de Jerusalén y Palestina), y por una multitud de razones. Para Schonfield el principal causante de la creación de una nueva religión es Saulo de Tarso, también conocido como el apóstol Pablo, que Schonfield presenta como un "iluminado", alguien que sería hoy calificado como enfermo mental, buen conocedor de la filosofía griega y cabalística, muy culto y persuasivo, que se creía a sí mismo como el Mesías. Schonfield cree que Jesús solo deseaba vivir como se predijo que el Mesías debía vivir, bajo la tradición y profecías hebreas, por lo que Schonfield se pregunta cómo se produjo semejante distorsión de sus creencias en manos de algunos de sus seguidores, y en las manos de algunos que utilizan esta nueva y floreciente religión para propósitos menos honorables. 
Animó a los creyentes en Jesús a tener una visión crítica de lo que se les ha contado acerca de Jesús, y que se esfuerce por aprender sobre el Jesús histórico, cómo encaja en su época y cuál fue el propósito de su mensaje original, su fe en las Escrituras, su vida de acuerdo con ella y con el fin de aliviar la miseria y hacer diferente a la humanidad.
Fue autor de más de cuarenta libros, incluyendo libros de éxito comercial en los campos de la Historia y biografía, así como la religión. En 1958 su traducción histórica no eclesiástica del Nuevo Testamento se publicó en el Reino Unido y los EE. UU., titulado "El auténtico Nuevo Testamento". Esto tuvo como objetivo mostrar sin interpretación idealizada el sentido deseado por los escritores, manteniendo las estructuras originales. Una versión revisada apareció en 1985, titulado El Nuevo Testamento Original. En 1965 publicó el controvertido libro The Passover Plot (El Complot de Pascua), cuya tesis es que la crucifixión fue parte de un intento consciente de Jesús para cumplir con las expectativas mesiánicas imperantes en su tiempo, y que el plan acabó inesperadamente mal. El biblista Raymond Edward Brown desautorizó las teorías de H. J. Schonfield:

En 1965, H. J. Schonfield causó sensación con su libro The Passover Plot, proponiendo una gran simulación. Jesús preparó la escena de su entrada en Jerusalén y deliberadamente indujo a Judas a traicionarlo. Escogió para su muerte la víspera de Pascua, a fin de que su cuerpo no tardara en ser bajado de la cruz. La bebida que se le dio hallándose en ella estaba preparada para que quedara inconsciente, con objeto de que más tarde, cuando José de Arimatea reclamase el cuerpo, pudiera ser reanimado. El plan fracasó a causa de la lanzada, que al poco de serle asestada le produjo la muerte real... Sin duda, muchos de los que se apresuraron a comprar el libro pensaban que con él iban a conocer lo último que se había logrado averiguar a través de investigación seria.

El escrutinio que acabamos de realizar [sobre diversas teorías de la simulación de la muerte de Jesús de Nazaret] evidencia que no hay nada nuevo bajo el sol en cuanto a teorías imaginativas. Ellas muestran que, en lo tocante a la pasión de Jesús, a pesar del dicho popular, la fantasía supera a la realidad (la parca realidad de los datos disponibles), incluso en la capacidad, buscada o no, de generar ganancias...
Raymond E. Brown

Continuó The Passover Plot en el libro titulado Los increíbles cristianos, también descrito como controvertido, pero con un impacto menor que la obra anterior.
Un aspecto adicional de su trabajo fue la revisión del sistema de escritura hebrea. En La Nueva tipografía hebrea, publicado en 1932, abogó por una versión revisada del alfabeto hebreo, incluyendo una distinción capital en minúsculas, sin formas finales, una énfasis vertical, y remates. Este alfabeto no ha sido adoptado.
El pensamiento y la obra de Hugh Schonfield se continúa con el apoyo de Hugo y Elena Schonfield en la World Service Trust. Un pequeño museo y sala de lectura se ha establecido en Tuningen, Alemania.

## Obras
1. Un viejo texto hebreo del Evangelio de San Mateo. Traducción, notas y apéndices.
2. Cartas a Frederick Tennyson (editor)
3. The New Hebrew Typography
4. The Authentic Photograph of Christ (by Kazimir de Proszynski; editor and author of "historical supplement")
5. For the Train: Five Poems and a Tale (by Lewis Carroll; arranged poem order, wrote preface)
6. The Book of British Industries
7. The History of Jewish Christianity from the First to the Twentieth Century
8. Richard Burton, Explorer
9. Ferdinand De Lesseps
10. According to the Hebrews
11. Travels in Tartary and Thibet
12. Travels and Researches in South Africa
13. The Suez Canal
14. Jesús: A Biography
15. The Treaty of Versailles
16. Readings from the Apocryphal Gospels
17. Judaism and World Order
18. Italy and Suez
19. This Man Was Right: Woodrow Wilson Speaks Again
20. The Jew of Tarsus: An Unorthodox Portrait of Paul
21. Saints Against Caesar: The Rise and Reactions of the First Christian Community
22. Lost Book of Nativity of John
23. The Suez Canal in World Affairs
24. Secrets of the Dead Sea Scrolls: Studies Towards their Solution
25. The Song of Songs
26. The Bible Was Right: An Astonishing Examination of the New Testament
27. A Popular Dictionary of Judaism
28. A History of Biblical Literature
29. The Passover Plot: New Light on the History of Jesús
30. Reader's A-to-Z Bible Companion
31. Aquellos increíbles cristianos
32. Suez Canal in Peace and War
33. Politics of God
34. El Partido de Jesús
35. For Christ's Sake
36. La sábana de Turín
37. The Original New Testament (originally published in 1958 as The Authentic New Testament, updated and re-published under this title in 1985)
38. La odisea esenia
39. DEspués de la cruz
40. Proclaiming the Messiah
41. The Mystery of the Messiah
42. Jesús: Hombre y Mesias